# 德国足球冠军列表
德國足球冠軍（德語；直譯：德國足球大師）是指奪得德國國內最高等級男子職業足球聯賽的冠軍隊伍，現時最高等級足球聯賽為德國甲組足球聯賽。歷年來德國足球冠軍包括從1903年到1945年的德國足球錦標賽（German Championship）、從1948年到1963年的西德足球錦標賽及從1963年到現今的德國甲組足球聯賽（Bundesliga）。

## 德國足球冠軍（男子）
德国足球总会辖下的男子德国足球冠军在1963年以前一直是通过锦标赛（决赛圈）产生。民主德国（东德）自1949年成立后，于1949-50赛季至1990-91赛季是通过设立东德足球高级联赛来产生自己的冠军。自1963-64赛季设立德国足球甲级联赛后，联邦德国（西德）的足球冠军也通过全国范围内的联赛产生。1991年，前东德的顶级俱乐部被并入德甲联赛。

### 德國足球锦标赛（1903-1932）
早年有资格参加德國足球锦标赛的球队均来自德国足总辖下的地方性和区域性足协的冠军，其中一度包括设于国外的德籍足协，即“布拉格德国人足球协会”（Prager Deutschen Fußballvereine）——其冠军布拉格DFC甚至于1903年进入了决赛。由于成员协会的数量很少，参加首届德国锦标赛的球队只有六支。一年之后，参赛球队增至八支，而至1905年则增加至十一支。成员协会的迅速增加，特别的竞赛成绩方面的巨大差异导致德国足总于1906年进行改革。从这时起，锦标赛将设八个参赛名额，该规则一直生效至1924年，并在1911年以前与成员协会的数量相对应（1911年后为七个）。
以下是為了獲得德國足球錦標賽決賽的資格，球隊必須贏得以下其中一項地區錦標賽：
- 德国足球南部锦标赛——成立於1898年
- 勃蘭登堡足球錦標賽——成立於1898年
- 德國中部足球錦標賽——成立於1902年
- 西德足球錦標賽——成立於1903年
- 德國北部足球錦標賽——成立於1906年
- 東南德足球錦標賽——成立於1906年
- 波羅的海足球錦標賽——成立於1908年

另一個地區錦標賽短暫存在：
- 三月足球錦標賽 - 存在於1903年至1911年

從1925年起，以上錦標賽比賽的亞軍也獲得了參加錦標賽決賽的資格，參賽球隊已擴大到十六支球隊家具樂部；實力最強的兩個區域，南部和西部被允許派出三支隊伍。這個區域錦標賽系統於1933年正式被廢除，並由16個頂級組別組成的德國足球省際聯賽（Gauliga）所取代。每個省際聯賽冠軍可以參加德國冠軍錦標賽。直到1944年由於經濟（如交通費用）及第二次世界大戰時的地區合併等因素，省際聯賽的數目增加到31個。

以下列表是1903年－1933年德國足球錦標賽決賽一覽：
| 賽季      | 冠軍                                                           | 比數                           | 亞軍                           | 舉行城市             |
| --------- | -------------------------------------------------------------- | ------------------------------ | ------------------------------ | -------------------- |
| 1903      | VfB萊比錫                                                      | 7–2                            | 布拉格DFC                      | 阿尔托纳             |
| 1904      | 從缺（因抗議事件而取消總決賽）                                 | 從缺（因抗議事件而取消總決賽） | 從缺（因抗議事件而取消總決賽） | 卡塞尔               |
| 1905      | 柏林聯92                                                       | 2–0                            | 卡尔斯鲁厄FV                   | 科隆                 |
| 1906      | VfB萊比錫                                                      | 2–1                            | 普福爾茨海姆                   | 紐倫堡               |
| 1907      | 弗賴堡FC                                                       | 3–1                            | 柏林維多利亞                   | 曼海姆               |
| 1908      | 柏林維多利亞                                                   | 3–0                            | 史特加踢球者                   | 柏林                 |
| 1909      | 卡爾斯魯厄鳳凰                                                 | 4–2                            | 柏林維多利亞                   | 布雷斯勞             |
| 1910      | 卡尔斯鲁厄FV                                                   | 1–0 （加时）                   | 荷爾斯泰因基爾                 | 科隆                 |
| 1911      | 柏林維多利亞                                                   | 3–1                            | VfB萊比錫                      | 德累斯頓             |
| 1912      | 荷爾斯泰因基爾                                                 | 1–0                            | 卡尔斯鲁厄FV                   | 漢堡                 |
| 1913      | VfB萊比錫                                                      | 3–1                            | 杜伊斯堡                       | 慕尼黑               |
| 1914      | 格雷特霍夫                                                     | 3–2 （加时）                   | VfB萊比錫                      | 馬格德堡             |
| 1915–1919 | 因第一次世界大戰停辦                                           | 因第一次世界大戰停辦           | 因第一次世界大戰停辦           | 因第一次世界大戰停辦 |
| 1920      | 紐倫堡                                                         | 2–0                            | 格雷特霍夫                     | 法蘭克福             |
| 1921      | 紐倫堡                                                         | 5–0                            | 柏林前鋒1890                   | 杜塞爾多夫           |
| 1922      | 沒有冠軍（最初冠軍被授予漢堡，但一輪爭議後漢堡拒絕接受冠軍。） | 2–2 （加时） 1–1 （加时）      | 漢堡 紐倫堡                    | 柏林 萊比錫          |
| 1923      | 漢堡                                                           | 3–0                            | 上舍恩韋德聯                   | Berlin               |
| 1924      | 紐倫堡                                                         | 2–0                            | 漢堡                           | 柏林                 |
| 1925      | 紐倫堡                                                         | 1–0 （加时）                   | FSV法蘭克福                    | 法蘭克福             |
| 1926      | 格雷特霍夫                                                     | 4–1                            | 柏林赫塔                       | 法蘭克福             |
| 1927      | 紐倫堡                                                         | 2–0                            | 哈化柏林                       | 柏林                 |
| 1928      | 漢堡                                                           | 5–2                            | 哈化柏林                       | 漢堡                 |
| 1929      |                                                                | 3–2                            | 哈化柏林                       | 紐倫堡               |
| 1930      | 哈化柏林                                                       | 5–4                            | 荷爾斯泰因基爾                 | 杜塞爾多夫           |
| 1931      | 哈化柏林                                                       | 3–2                            | 1860慕尼黑                     | 科隆                 |
| 1932      | 拜仁慕尼黑                                                     | 2–0                            | 法蘭克福                       | 紐倫堡               |

### 德國足球锦标赛（1933-1945）
在納粹黨掌權後，隨著1933-34年賽季開始，國內賽事運作進行全面性改革。大規模的傳統區域性足球協會於1933年被迫自行解散，賽事改由新成立的十六個足球大區運作，作為頂級賽事它們各自設有單軌制的大区联赛，16個大區聯賽的冠軍將有資格入圍德國錦標賽決賽圈。進入納粹德國時期，德國隨著帝國日後擴大版土，國內賽事亦加入當時的附庸國奧地利參與。
德國錦標賽決賽圈的賽制也發生變化，十六支大區代表球隊首先被分為四個小組進行雙回合循環賽，各小組的首名出線淘汰賽，最後透過淘汰賽決出德國足球冠軍。大區的數量在頭五年間維持不變，然後至1938年有所增加，首先是通過新領土的合併（例如阿尔萨斯、奥地利、苏台德），然後是原有大區的分割。由於第二次世界大戰，各隊無法再進行長距離的客場比賽。因此在1942-43賽季，德國共設29個大區（1943-44賽季為31個大區），而決賽圈自1941-42年賽季起也恢復純淘汰賽模式。1944-45年賽季則因二戰爆發被提前終止。
在這個時期首次引入全國盃賽，在1934–35年首次舉行，當時名為查默盃（Tschammerpokal），以前納粹德國體育官員及納粹黨國會議員查默 (Hans von Tschammer und Osten)的名字命名，是現今德國盃的前身。
| † | 同一球季贏得查默盃 |

以下列表是1933年－1945年德國足球錦標賽決賽一覽：

| 賽季 | 冠軍                 | 比數                      | 亞軍                 | 舉行城市             |
| ---- | -------------------- | ------------------------- | -------------------- | -------------------- |
| 1933 | 杜爾塞多夫           | 3–0                       | 史浩克04             | 科隆                 |
| 1934 | 史浩克04             | 2–1                       | 紐倫堡               | 柏林                 |
| 1935 | 史浩克04             | 6–4                       | 史特加               | 科隆                 |
| 1936 | 紐倫堡               | 2–1 （加时）              | 杜爾塞多夫           | 柏林                 |
| 1937 | 史浩克04 †           | 2–0                       | 紐倫堡               | 柏林                 |
| 1938 | 漢諾威96             | 3–3 （加时） 4–3 （加时） | 史浩克04             | 柏林                 |
| 1939 | 史浩克04             | 9–0                       | 維也納艾特米拿       | 柏林                 |
| 1940 | 史浩克04             | 1–0                       | 德累斯頓SC           | 柏林                 |
| 1941 | 維也納迅速           | 4–3                       | 史浩克04             | 柏林                 |
| 1942 | 史浩克04             | 2–0                       | 第一維也納           | 柏林                 |
| 1943 | 德累斯頓SC           | 3–0                       | FV沙貝魯根           | 柏林                 |
| 1944 | 德累斯頓SC           | 4–0                       | LSV漢堡              | 柏林                 |
| 1945 | 因第二次世界大戰停辦 | 因第二次世界大戰停辦      | 因第二次世界大戰停辦 | 因第二次世界大戰停辦 |

### 佔領區錦標賽/德國足球錦標賽（1945-1948）
第二次世界大戰結束後，佔領的盟軍將德國分為四個佔領區管制，分別歸美国、苏联、英国、法国，四國管制下令解散國內的大多數組織，足球賽事在最初各自的占领区內組織，每個佔領區在不同時期都有自組占领区锦标赛：美国和法国占领区為1946－1948年，柏林為1946－1950年，英国占领区為1947－1948年以及苏联占领区为1948－1949年。然而，許多國內足球會很快重新成立，國內賽事亦慢慢開始恢復。
1948年，各佔領區的代表隊參加戰後首屆德國錦標賽。其中西部佔領區和柏林分別獲得兩個和一個名額，蘇聯佔領區本應也有一個名額，但代表隊普拉尼茨体育俱乐部被禁止參賽。1949年5月23日由美、英、法佔領區合併成立了德意志聯邦共和國，即「西德」，同年10月7日蘇聯佔領區則成立德意志民主共和國，即「東德」。翌年春天，西德足總與東德體委的足球部就成立聯合錦標賽展開談判，其中德國足總建議將參賽名額增至16個，以允許3支東德球隊參賽。然而，談判以失敗而告終。這也使得此後德國足球分成東德和西德各自發展。德國除了分成為東德和西德之外，另外還有個薩爾保護領獨立管理，薩爾保護領自第二次世界大戰結束後，薩爾在盟軍分治時期成為法國佔領區，由於法國反對將薩爾納入德國，於是使它成為獨立於聯邦德國（西德）和民主德國（東德）之外的一個特殊保護領地。薩爾曾經在1950年至1956年在國際足協之下擁有自己的代表隊，可以派隊參加奧運會及世界盃，1956年重新加入西德。 
| 賽季     | 美軍佔領區 | 美軍佔領區 | 英軍佔領區 | 俄軍佔領區 | 柏林         |
| -------- | ---------- | ---------- | ---------- | ---------- | ------------ |
| 1945－46 |            | 沙貝魯根   | --         | --         | 威莫斯道夫   |
| 1946－47 | 紐倫堡     |            | 漢堡       | --         | 查洛特伯格   |
| 1947－48 | 紐倫堡     |            | 漢堡       | SG普拉尼茨 | 上舍恩韋德聯 |

| 賽季     | 冠軍   | 比數 | 亞軍     | 舉行城市 |
| -------- | ------ | ---- | -------- | -------- |
| 1947－48 | 紐倫堡 | 4–0  | 凱沙羅頓 | 科隆     |